# Polycitor profundus
Polycitor profundus är en sjöpungsart som beskrevs av Monniot 1971. Polycitor profundus ingår i släktet Polycitor och familjen Polycitoridae. Inga underarter finns listade i Catalogue of Life.